# Roberta Vangelisti
Roberta Vangelisti (Florencia, 1967) es una botánica, brióloga, taxónoma, conservadora, y exploradora italiana.

## Carrera
En 1989, obtuvo la licenciatura en Ciencias Naturales por la Universidad de Catania, 110/110 cum laude. Es técnica científica y procesamiento de datos a tiempo parcial.
Desde 1990, desarrolla actividades académicas y científicas en el Departamento de Ciencias Biológicas, Geológicas y Ambientales, de la Universidad de Pisa.
Es autora en la identificación y nombramiento de nuevas especies para la ciencia, a abril de 2016, posee seis registros de especies nuevas para la ciencia, especialmente de la familia de las asteráceas, y con énfasis del género Hyoseris, publicándolos habitualmente en Ann. Bot. (Rome) (véase más abajo el vínculo a IPNI).

## Algunas publicaciones
- m. D'Antraccoli, f. Roma-Marzio, l. Amadei, s. Maccioni, roberta Vangelisti, l. Peruzzi. 2015. Progetto per una tipificazione dei nomi di Gaetano Savi. SBI Gruppo per la Floristica, Sistematica ed Evoluzione — 201523
- lucia Viegi, roberta Vangelisti, francesca Villetti. 2012. Nuova guida alle piante della flora italiana tossiche per i cavalli. 228 p. Pisa: Tipografia editrice pisana. ISBN 978-88-8250-113-6
- ------------, ----------------. 2011. Toxic Plants Used in Ethnoveterinary Medicine in Italy. Natural product communications 6 (7): 999 - 1000.
- ------------, ----------------, m.l. D'Eugenio, a.m. Rizzo. 2003. Contributo alla conoscenza della flora esotica d'Italia: le specie presenti in Umbria. Atti Soc. Tosc. Sci. Nat., Mem. B 110: 163 - 188.
- ------------, Andrea Pieroni, paolo maria Guarrera, roberta Vangelisti. 2003. A review of plants used in folk veterinary medicine in Italy as basis for a databank. J. of Ethnopharmacology 89: 221 – 244.
- ------------, a. Bioli, roberta Vangelisti, g. Cela Renzoni. 1999. Prima indagine sulle piante utilizzate in medicina veterinaria popolare in alcune località dell’alta Val di Cecina. Actas de la Societa Toscana di Scienze Naturali, Memorie, serie B 106, 1 – 10.
- roberta Vangelisti, lucia Viegi, giovanna cela Renzoni. 1995. Responses of Pinus pinea and P. pinaster seedling roots to substrata at different pH values. Annales Botanici Fennici 32 (1): 19 - 27, resumen.

## Reconocimientos
- Gruppo Italiano per la Ricerca sulle Orchidee Spontanee[4]

## Membresías
- Società Botanica Italiana.[5]